# الجبانة (الشعر)

تعديل مصدري - تعديل

الجبانة محلة تابعة لقرية بيت العشملى، التابعة لعزلة مقنع بمديرية الشعر إحدى مديريات محافظة إب في الجمهورية اليمنية.، بلغ تعداد سكانها 35 حسب تعداد اليمن لعام 2004.